# Люненбург (Вірджинія)
Люненбург (англ. Lunenburg) — переписна місцевість (CDP) в США, в окрузі Луненберг штату Вірджинія. Населення — 142 особи (2020).

## Географія
Люненбург розташований за координатами 36°57′30″ пн. ш. 78°16′6″ зх. д. / 36.95833° пн. ш. 78.26833° зх. д. (36.958465, -78.268238).  За даними Бюро перепису населення США в 2010 році переписна місцевість мала площу 5,54 км², уся площа — суходіл.

## Демографія
Згідно з переписом 2010 року, у переписній місцевості мешкало 165 осіб у 64 домогосподарствах у складі 52 родин. Густота населення становила 30 осіб/км².  Було 69 помешкань (12/км²).
Расовий склад населення:
| - 72,1 % — білих - 23,6 % — чорних або афроамериканців - 0,6 % — корінних американців |

До двох чи більше рас належало 3,6 %. Частка іспаномовних становила 1,2 % від усіх жителів.
За віковим діапазоном населення розподілялося таким чином: 23,0 % — особи молодші 18 років, 55,2 % — особи у віці 18—64 років, 21,8 % — особи у віці 65 років та старші. Медіана віку мешканця становила 46,5 року. На 100 осіб жіночої статі у переписній місцевості припадало 96,4 чоловіків;  на 100 жінок у віці від 18 років та старших — 89,6 чоловіків також старших 18 років.
За межею бідності перебувало 37,2 % осіб, у тому числі 51,1 % дітей у віці до 18 років та 0,0 % осіб у віці 65 років та старших.
Цивільне працевлаштоване населення становило 39 осіб. Основні галузі зайнятості: будівництво — 69,2 %, публічна адміністрація — 30,8 %.